# Four Points by Sheraton Sheikh Zayed Road, Dubai
Four Points by Sheraton Sheikh Zayed Road, Dubai – hotel w Dubaju, w Zjednoczonych Emiratach Arabskich, o wysokości 166 m. Budynek liczy 43 kondygnacje. Ukończenie budowy miało miejsce w 2007.